# Vegetazione nivale
La vegetazione nivale (detta anche crioplancton) è l'insieme delle specie vegetali che vivono nei nevai perenni e sulla superficie dei ghiacciai. (Non va pertanto confusa con la vegetazione del "piano nivale", che è l'estrema vegetazione alpina, tipica delle quote più elevate dei monti). La vegetazione nivale è presente, dunque, nella neve che ricopre le alte montagne e le terre più prossime ai poli. È costituita in prevalenza da piante acquatiche microscopiche e genera il fenomeno della colorazione delle superfici nevose.

## Storia
Tale fenomeno fu notato da John Ross che nel 1819 lo vide nella Baia di Baffin (75° lat. Nord) e lo descrisse dettagliatamente.
La sua spiegazione scientifica impegnò circa mezzo secolo di studi, passando dall'ipotesi di Schuttle-worth, che chiamava in causa microorganismi animali, sino a quella definitiva di Alexander Agassiz che fissò la causa del colore della neve nella presenza di alghe, in particolare della Chlamydomonas nivalis, che vive fra i -35 e i +4 °C.

## Gli ambienti
In Antartide si trovano in abbondanza cianoficee (alghe azzurre) e diatomee. Il guano dei pinguini, inoltre, permette lo sviluppo di licheni e briofite (muschi ed epatiche).  Nelle zone più settentrionali e quindi più lontane dal Polo, nonché in quelle protette dai contrafforti montuosi del continente sono presenti anche rare colonie di graminacee quali la Deschampsia arctica (fam. Poaceae) e il  Colobanthus quitensis (fam. Apiaceae).
Nelle terre artiche e nei ghiacciai montani, le microspecie presenti colorano la neve in modo particolare e tipico; è pertanto possibile distinguere la vegetazione nivale secondo la colorazione assunta dalla superficie nevosa.

## I colori della neve e le specie
- Nevi brune. Il loro colore è dato da una mescolanza di alghe verdi : Pleurococcus vulgaris (fam. Pleurococcaceae) e Ancylonema nordenskiöldii (fam. Mesoteniaceae) con Batteri, Flagellati, Funghi e polveri minerali dette crioniti. Sono frequenti in Groenlandia e in  Alaska.
- Nevi rosse. Sono così colorate dalla presenza di Pteromonas nivalis, Gloeocapsa sanguinea (fam. Crococcaceae) e  Chlamydomonas nivalis, var. lateritia, (fam. Chlamydomonadaceae). Quest'ultima è un'alga verde che in determinati periodi sviluppa un pigmento color rosso mattone.
- Nevi verdi. Assumono questa colorazione per la presenza di specie come Raphidium nivale, Stichococcus nivalis, Chlamydomonas flavivirens, Ankistrodesmus vireti.

## Da vegetazione a biocenosi
Assieme agli organismi vegetali nelle nevi sono presenti anche minuscole specie animali, che si nutrono delle alghe citate. La più nota è la Desoria glacialis, detta "Pulce dei ghiacciai" che vive sin oltre i 4000 m, e inoltre specie varie appartenenti ai Tardigradi (segnalati a oltre i 4600 m), agli Infusori e alle Anguillole.
Ne consegue che una superficie di neve colorata risulta una complessa associazione di piante e animali. Pertanto, la dizione "vegetazione nivale" potrebbe a buon titolo essere sostituita, come suggerì il Giacomini, da "Biocenosi nivale".